# Thạch Thước
Thạch Thước (chữ Hán: 石碏; ?-?), một số tài liệu phiên thành Thạch Thác, là một đại phu nước Vệ thời Xuân Thu. Ông nổi tiếng với giai thoại "Đại nghĩa diệt thân" (大义灭亲) khi không vì tình riêng cha con mà tha chết cho con mình là Thạch Hậu, vốn theo phò tá công tử Chu Hu (còn viết là Châu Dụ) cướp ngôi vua nước Vệ.

## Hành trạng trong lịch sử
Theo các tài liệu cổ, Thạch Thước gốc họ Cơ, thuộc dòng dõi vương tộc Chu, nguyên danh là Công tôn Thước (公孙碏), cháu đời thứ 8 của Vệ Khang Thúc, cháu nội của Vệ Tĩnh bá. Ông có tên tự là Thạch (石), nên thường xưng là Thạch Thước (石碏). Đời sau lấy tên tự của ông làm họ, xưng là Thạch thị (石氏), vì vậy, ông được xem là thủy tổ của họ Thạch.
Do xuất thân quý tộc công thất, Thạch Thước có một địa vị cao trong triều đình nước Vệ. Thời Vệ Trang công, vì Trang công yêu người con của thứ thiếp là Chu Hu, muốn cho Chu Hu làm tướng. Thạch Thước khuyên Trang công, một là nếu yêu Chu Hu thì nên lập ngay làm thế tử, hai là tước bỏ binh quyền luôn, không nên cho nắm quyền lớn, vì như vậy dễ sinh loạn. Trang công không nghe theo. Con của Thạch Thước là Thạch Hậu (石厚) lại hùa theo Chu Hu, kéo bè kết đảng, gây dựng thế lực trong triều đình nước Vệ. Thạch Thước thấy tình hình như vậy, nên cáo lão trí sĩ.
Trang công chết, công tử Cơ Hoàn nối ngôi, gọi là Vệ Hoàn công. Nhân vì công tử Chu Hu dâm dật, xa xỉ, kiêu căng, Hoàn công bèn phế trừ chức vụ tướng quân, Chu Hu bèn bỏ ra nước ngoài. Năm 719 TCN, Chu Hu tập hợp những kẻ vô lại, về nước đánh úp giết chết Hoàn công để cướp ngôi. Thạch Hậu do có công bày kế cướp ngôi nên được Chu Hu phong làm đại phu.
Tuy nhiên, dân nước Vệ oán Chu Hu vừa cướp ngôi lại còn gây chiến tranh với nước Trịnh. Biết cha mình dù tuổi cao và về trí sĩ đã lâu, nhưng vẫn rất có uy tín trong triều thần và dân chúng, Thạch Hậu bày kế cho Chu Hu, giả cách đến hỏi Thạch Thước kế sách an bang định quốc. Thạch Thước nhân đó bày cách cho Chu Hu cùng Thạch Hậu sang nước Trần, nhờ Trần Hoàn công nói giúp với vua Chu Hoàn vương. Tuy nhiên, Thạch Thước cũng bí mật cho người sang nước Trần thỉnh cầu Trần Hoàn công ra tay giết Chu Hu và Thạch Hậu vì tội thí quân.
Trần Hoàn công đồng tình, bèn bắt giữ cả Chu Hu lẫn Thạch Hậu, rồi báo cho nước Vệ biết. Nước Vệ cử Hữu tể Xú sang nước Trần giết Chu Hu ở đất Bộc (nay thuộc Đông nam thành phố Bạc Châu, tỉnh An Huy). Riêng Thạch Hậu, mọi người nể tình Thạch Thác nên chủ trương giảm khinh. Tuy nhiên, khi nghe tin, Thạch Thước bèn sai gia tể Nhụ Dương Kiên sang Trần đích thân giết chết Thạch Hậu. Sau đó, người nước Vệ lập em của Hoàn công là Cơ Tấn làm vua mới, tức là Vệ Tuyên công.
Con của Thạch Hậu là Đài Trọng (骀仲), về sau lấy tên tự của ông nội làm họ (tính), xưng là Thạch thị (石氏). Sử sách thường gọi là "Thạch tính chính tông"..